# Heraeus
Heraeus, multinacional alemã fundada em 1851 e sediada na cidade de Hanau (Alemanha), é uma companhia privada que atua em diversos segmentos como metais preciosos. odontologia, sensores, vidro de quartzo e fontes especiais de luz. Sua receita ultrapassa a marca de 12 bilhões de Euro (€12.08 bilhões em 2006). Deste valor, aproximadamente 3/4 são provenientes do segmento de metais preciosos. A empresa possui mais de 11.000 mil funcionários em mais de 100 subsidiárias e empresas associadas ao redor do mundo. 

## Heraeus no Brasil

### Heraeus Kulzer

#### História
- 1982: ainda atendendo pelo nome de Kulzer, a empresa inicia suas atividades na América do Sul, através de uma sede montada na cidade de São Paulo e lança produtos como a resina composta direta fotopolimerizável Durafill.
- 1995: após a incorporação pelo grupo Heraeus, a nova empresa Heraeus Kulzer adquire a Bayer Dental e comercializa produtos como a resina composta Charisma, o material de moldagem Optosil / Xantopren e o filme radiológico intra-oral AGFA.
- 2007: a empresa completa 25 anos no Brasil e lança produtos como a resina composta direta fotopolimerizável Venus, os dentes CAD/CAM totalmente anatômicos Premium e compósito indireto fotopolimerizável Signum.

#### Principais produtos
*Charisma Diamond - resina composta fotopolimerizável submicro-hibrida
- Venus - resina composta direta fotopolimerizável submicro-híbrida
- Charisma Opal - resina composta direta fotopolimerizável submicro-híbrida
- Charisma - resina composta direta fotopolimerizável micro-híbrida
- Durafill VS - resina composta direta fotopolimerizável micro-particulada
- Flexitime - silicone de adição
- Optosil Comfort - silicone de condensação - pesado com 900ml
- Xantopren VL plus - silicone de condensação - leve com 140ml
- Activator Universal - catalisador para Optosil e Xantopren
- AGFA Dentus M2 Comfort - filme periapical (3x4) de velocidade E/F para radiografia intra-oral
- Ivory - grampos originais metálicos para isolamento absuluto

Para laboratório:
- Signum Ceramis - compósito indireto fotopolimerizável em pasta para restaurações metal-free
- Signum Composite - compósito indireto fotopolimerizável em pasta para restaurações sobre metal
- Signum Matrix - compósito indireto fotopolimerizável fluido para recobrimento e efeitos ópticos
- Premium - dentes artificais
- Classic - dentes artificais
- HeraCeram - cerâmica
- Palajet
- Palasil
- Palavit

Descontinuados no Brasil:
- Artglass - compósito indireto fotopolimerizável
- Solitaire 2 - resina composta direta fotopolimerizável